# Большой древесный вьюрок
Большой древесный вьюрок (лат. Camarhynchus pauper) — крайне редкий вид птиц из семейства танагровых. Эндемик Галапагосских островов, встречается исключительно на острове Флореана. Англоязычное название вида связано с промежуточным положением вида по размеру клюва между малыми и крупными видами древесных вьюрков. Из-за ограниченного ареала обитания и появления в среде обитания вида паразитической мухи, убивающей птенцов, Международный союз охраны природы присвоил виду статус «находящегося под критической угрозой исчезновения».

## Распространение
Вид обитает исключительно на острове Флореана на высоте свыше 250 метров над уровнем моря во влажных горных лесах. Наиболее благоприятная среда размножения связана с деревьями вида Scalesia pedunculata.

## Экология
Единственным сохранившимся естественным хищником является болотная сова. Большие древесные вьюрки откладывают два-три яйца, период инкубации длится около двенадцати дней, родители кормят потомство примерно две недели перед вылетом молодняка из гнезда.
Диапазон размеров клювов большого древесного вьюрка на Флореане и попугайного древесного вьюрка на Исабеле приблизительно одинаковый. Это отражает тот факт, что оба вида питаются насекомыми одного типа и размера. Клюв большого древесного вьюрка имеет промежуточный размер относительно малого и крупного видов. Все три вида встречаются в одной и той же местности и области распространения.

## Статус популяции
Популяция больших древесных вьюрков находится под угрозой исчезновения из-за появления интродуцированных хищников, таких как крысы, мыши, кошки и ани, а также потери среды обитания вследствие расчистки земель под сельское хозяйство. Значительную угрозу представляет интродуцированная муха Philornis downsi. Паразитические личинки этой мухи живут среди материалов гнезд и питаются кровью и тканями птенцов. P. downsi вызывает высокую смертность птенцов среди популяций большого древесного вьюрка. Именно поэтому Международный союз охраны природы классифицировал этот вид как «находящегося под критической угрозой исчезновения».